# Mahmoud al-Isfahani
 (août 2023).
 (août 2023).
La mise en forme du texte ne suit pas les recommandations de Wikipédia : il faut le « wikifier ».
Les points d'amélioration suivants sont les cas les plus fréquents. Le détail des points à revoir est peut-être précisé sur la page de discussion.
- Les titres sont pré-formatés par le logiciel. Ils ne sont ni en capitales, ni en gras.
- Le texte ne doit pas être écrit en capitales (les noms de famille non plus), ni en gras, ni en italique, ni en « petit »…
- Le gras n'est utilisé que pour surligner le titre de l'article dans l'introduction, une seule fois.
- L'italique est rarement utilisé : mots en langue étrangère, titres d'œuvres, noms de bateaux, etc.
- Les citations ne sont pas en italique mais en corps de texte normal. Elles sont entourées par des guillemets français : « et ».
- Les listes à puces sont à éviter, des paragraphes rédigés étant largement préférés. Les tableaux sont à réserver à la présentation de données structurées (résultats, etc.).
- Les appels de note de bas de page (petits chiffres en exposant, introduits par l'outil «  Source ») sont à placer entre la fin de phrase et le point final[comme ça].
- Les liens internes (vers d'autres articles de Wikipédia) sont à choisir avec parcimonie. Créez des liens vers des articles approfondissant le sujet. Les termes génériques sans rapport avec le sujet sont à éviter, ainsi que les répétitions de liens vers un même terme.
- Les liens externes sont à placer uniquement dans une section « Liens externes », à la fin de l'article. Ces liens sont à choisir avec parcimonie suivant les règles définies. Si un lien sert de source à l'article, son insertion dans le texte est à faire par les notes de bas de page.
- La présentation des références doit suivre les conventions bibliographiques. Il est recommandé d'utiliser les modèles {{Ouvrage}}, {{Chapitre}}, {{Article}}, {{Lien web}} et/ou {{Bibliographie}}. Le mode d'édition visuel peut mettre en forme automatiquement les références.
- Insérer une infobox (cadre d'informations à droite) n'est pas obligatoire pour parachever la mise en page.

Pour une aide détaillée, merci de consulter Aide:Wikification.
Si vous pensez que ces points ont été résolus, vous pouvez retirer ce bandeau et améliorer la mise en forme d'un autre article.
Aboû ’th-Thanâ Maḥmoûd ibn ˊAbd ar-Raḥmân Al-Iṣfahânî (en arabe : أبو الثناء محمود بن عبد الرحمن الأصفهاني), né le 5 février 1276 à Ispahan (Ilkhanat) et mort en 1349 au Caire (Sultanat mamelouk), est un érudit musulman persan ayant vécu une grande partie de sa vie au Levant et en Égypte dans la première moitié du VIIIe siècle du calendrier hégirien / XIVe siècle du calendrier julien à l'époque de la première ère mamelouke.

## Biographie
Juriste (faqîh) chaféite, exégète (moufassir), grammairien (nahwi), théologien rationaliste (moutakalim) et compilateur (moussannaf) de son état, Mahmoud al-Isfahani est né le 17 safar 674 AH / 5 février 1276 à Ispahan où il a fait ses études avant de déménager à Tabriz, puis à Damas en 725 AH / 1325. Là-bas, il prend la chaire d'Ibn az-Zamalkani (ar) à la Madrasah al-Rawahiyyah de la mosquée des Omeyyades. 
Apprécié du peuple damascène, il l'est également par ses pairs. Ainsi, il est dit qu'une fois Ibn Taymiyya demanda à des jeunes hommes perturbant un débat public de se taire afin « que nous puissions entendre ce que noble homme a à dire », avant d'ajouter : « Personne de semblable à lui n'est venu ici auparavant ».